# Salma Paralluelo Ayingono
Salma Celeste Paralluelo Ayingono (Saragossa, 13 de novembre de 2003), més coneguda com a Salma Paralluelo, és una futbolista i exatleta espanyola que juga com a extrem esquerra amb el FC Barcelona i en la selecció espanyola de futbol.
Ha estat campiona europea i és la primera dona en la història en guanyar la "triple corona" mundial, (sub-17, sub-20 i absoluta) en futbol i dues vegades medalla d'or al Festival Olímpic de la Joventut Europea a atletisme.

## Primers anys
Paralluelo va néixer a Saragossa de pare espanyol i mare fang equatoguineana, aquesta última es va traslladar des de Guinea Equatorial perquè el seu fill d'una relació anterior amb una deficiència visual congènita severa pogués rebre millor tractament mèdic a Espanya. A banda dels citats, té dos germans més, José Jaime i Lorenzo, ambdós futbolistes.

## Carrera al futbol

### Carrera de club
Va debutar al Zaragoza Club de Fútbol de la Segona Divisió, en complir els 15 anys, edat mínima per poder competir en categoria nacional. A principis de la temporada 2019-20 va fitxar pel Vila-real CF, de la mateixa categoria, afiliant-se en aquell moment al Playas de Castellón d'Atletisme.
Arran de la crisi per la Covid-19 i una forta lesió patida jugant al futbol, des del 2020 practica menys atletisme. El juliol del 2022 fitxa pel FC Barcelona, dedicant-se en exclusivitat al futbol i retirant-se de l'atletisme.
En la seva primera temporada amb el Barça va guanyar la Supercopa d'Espanya, la Lliga F i la Lliga de Campions, començant de titular tant la final de la Supercopa com la final de la Lliga de Campions.

### Carrera internacional
Paralluelo és internacional amb Espanya. També va ser seleccionable amb Guinea Equatorial.
Va guanyar el Campionat Femení Sub-17 de la UEFA 2018, la Copa Mundial Femenina Sub-17 de la FIFA 2018 i la Copa Mundial Femenina Sub-20 de la FIFA 2022. Va debutar amb l'absoluta l'11 de novembre de 2022, sent titular i marcant un triplet en la victòria per 7-0 a casa davant l'Argentina en un amistós.

#### Mundial de 2023
A finals de juny de 2023 va entrar a la llista definitiva de 23 jugadores del seleccionador Jorge Vilda per a jugar la Copa Mundial Femenina de 2023, disputada a Austràlia i Nova Zelanda.
En el partit de quarts de final, contra els Països Baixos, va marcar el gol que va classificar Espanya per a les semifinals per primera vegada en la seva història i va ser triada millor jugadora del partit. En la semifinal, contra Suècia, va marcar un altre gol i de nou va ser proclamada millor jugadora del partit.
Després de guanyar la final contra Anglaterra, en què va jugar com a titular, va ser proclamada millor jugadora jove del torneig.

## Carrera en atletisme
Com a atleta, s'afilia al club d'atletisme Alcampo Scorpio 71 de Saragossa, amb Félix Laguna com a entrenador. Ha participat en competicions de moltes disciplines atlètiques diferents, si bé ha destacat en els 300 metres tanques, on va guanyar el campionat d'Espanya sub-16, batent el récord d'Espanya amb un temps de 42,56 segons. També és campiona d'Espanya sub-18 en 300 metres i subcampiona d'Espanya sub-18 en triple salt. Però on més ha destacat és en els 400 metres llisos, disciplina en la qual va aconseguir el récord espanyol de la categoria sub-20 el 16 de febrer de 2019, amb un temps de 54,10 segons, en les semifinals dels 55ens campionats d'Espanya absoluts en pista coberta. Dos dies després va aconseguir la medalla de bronze a la final, tornant a batre el rècord sub-20, rebaixant-lo aquesta vegada fins als 53,83 segons. Aquesta actuació li va permetre accedir als campionats europeus d'atletisme, i convertir-se en la segona atleta més jove de la història en participar en aquesta competició a l'edat de 15 anys i 108 dies, només superada per l'atleta noruega Kjersti Tysse, que el 1987 va debutar als 15 anys i 4 dies. Salma Paralluelo resultà eliminada a la primera ronda de la competició.

## Palmarès

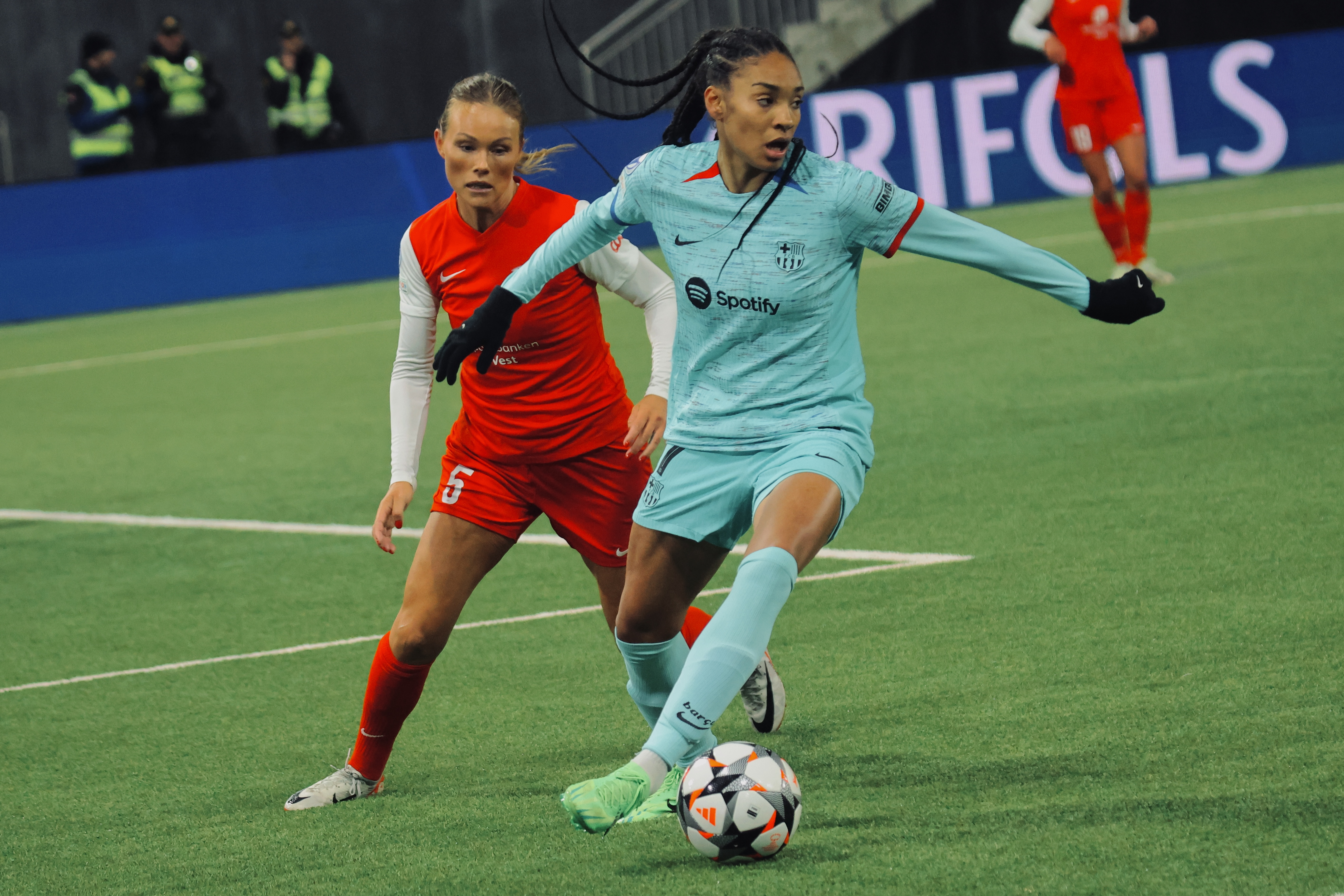
Paralluelo en un partit de la Lliga de Campions Femenina de la UEFA 2023–24.

#### FC Barcelona
- Primera Divisió: 2022-23, 23-24
- Supercopa d'Espanya: 2023
- Lliga de Campions Femenina de la UEFA: 2022-23,[32] 23-24

#### Espanya
- Copa Mundial Femenina de la FIFA: 2023

#### Espanya sub-20
- Copa Mundial Femenina Sub-20 de la FIFA: 2022

#### Espanya sub-17
- Campionat Femení Sub-17 de la UEFA: 2018
- Copa Mundial Femenina Sub-17 de la FIFA: 2018

### Individual
- Premi a la Jugadora Jove de la Copa Mundial Femenina de la FIFA: 2023[33]